# Jan Kühndel
Jan Kühndel (29. září 1889, Loštice – 4. února 1970, Prostějov) byl český učitel, muzeolog, archivář a odborný publicista. Věnoval se především historii Prostějova.

## Životopis
V roce 1909 se přestěhoval do Prostějova, kde začal vyučovat na měšťanské škole. Od roku 1919 byl členem městského zastupitelstva a tajemníkem městského muzea. Mezi léty 1924–1948 byl editorem a jedním z autorů Ročenky Národopisného a průmyslového musea města Prostějova a Hané. V roce 1949 odešel do důchodu, ale dál se věnoval historickému bádání.